# Hans Büchler (Politiker)
Hans Büchler (* 2. Februar 1940 in Ebersbach bei Abenberg; † 29. April 2019 in Hof an der Saale) war ein deutscher Politiker (SPD) und Mitglied des Deutschen Bundestages.

## Leben
Büchler machte eine Lehre in der Landwirtschaft und besuchte von 1958 bis 1961 die Höhere Ackerbauschule für Landbau in Triesdorf. Wegen eines Praktikantentausches war er von 1961 bis 1962 in Großbritannien und danach bis 1963 in Minnesota. Er beendete 1965 sein Studium am Institut für tropische und subtropische Landwirtschaft in Witzenhausen. Zwischen 1966 und 1972 war er Referent des SPD-Landesverbandes Bayern. Außerdem war er Leiter des Referats für Struktur-, Agrar- und Umweltpolitik und Geschäftsführer der Arbeitsgemeinschaft Selbständige in der SPD. Darüber hinaus war Büchler Vorsitzender des Unterbezirkes Hof der SPD.
Am 9. Dezember 1971 wurde er als Nachfolger von Martin Hirsch über die Landesliste Bayern Abgeordneter des Deutschen Bundestages, dem er bis 1994 angehörte. In der siebten bis neunten Wahlperiode, also von 1972 bis 1983, wurde er jeweils immer direkt im Wahlkreis 225 gewählt. Danach zog er bis 1994 immer über die Landesliste in den Bundestag ein. Ab 1979 war er im Fraktionsvorstand der SPD. Von März 1972 war er bis zum Ende der Wahlperiode im selben Jahr im Ausschuss für Wirtschaft. Danach war er bis September 1979 im Ausschuss für Ernährung, Landwirtschaft und Forsten. Von November 1973 bis zur Bundestagswahl 1990 war Büchler im Ausschuss für innerdeutsche Beziehungen. Außerdem war er von 1980 bis Oktober 1993 im Auswärtigen Ausschuss und von 1983 bis 1990 im Ausschuss für Post- und Fernmeldewesen. Zudem war er von Mai bis Oktober 1990 im Ausschuss Deutsche Einheit.
Büchler war evangelisch.

## Auszeichnungen
- 1978: Commander of the British Empire (C.B.E.)
- 1986: Bundesverdienstkreuz 1. Klasse
- 1991: Bayerischer Verdienstorden

## Belege
- Büchler (Ebersbach/Hof), Hans. In: Martin Schumacher (Hrsg.): M.d.B. – Die Volksvertretung 1946–1972. – [Baack bis Bychel] (= KGParl Online-Publikationen). Kommission für Geschichte des Parlamentarismus und der politischen Parteien e. V., Berlin 2006, ISBN 3-7700-5224-2, S. 170, urn:nbn:de:101:1-2014070812574 (kgparl.de [PDF; 568 kB; abgerufen am 3. Februar 2025]).

| Personendaten    | Personendaten                  |
| ---------------- | ------------------------------ |
| NAME             | Büchler, Hans                  |
| KURZBESCHREIBUNG | deutscher Politiker (SPD), MdB |
| GEBURTSDATUM     | 2. Februar 1940                |
| GEBURTSORT       | Ebersbach bei Abenberg         |
| STERBEDATUM      | 29. April 2019                 |
| STERBEORT        | Hof an der Saale               |